# Sonoquímica
La sonoquímica es una rama científica (concretamente una rama de la química) que estudia la capacidad de la energía transportada por las ondas sonoras para provocar y acelerar reacciones químicas.
Fue descubierta por Alfred Loomis en 1927. En un principio no se le dio su debida importancia, hasta que en la década de 1980 empezaron a utilizarse generadores de ultrasonidos de alta intensidad y pudieron experimentarse de forma más clara estas reacciones.
Según los principios de la sonoquímica, cuando las ondas de ultrasonido actúan sobre un líquido se generan en él miles de pequeñas burbujas (véase cavitación) en el interior de las cuales se producen alteraciones de presión y temperatura. De hecho, la temperatura de los bordes de estas burbujas puede alcanzar miles de grados Celsius. Las pocas millonésimas de segundo que dura la "vida" de estas burbujas son suficientes para que en su interior se produzcan multitud de reacciones químicas, y pueden llegar a cambiar radicalmente la estructura química del líquido. 
Incluso, está comprobado que estos ultrasonidos también tienen efecto sobre materiales sólidos, en especial en metales como el cobre, aunque estos efectos son lógicamente mucho menos notorios que en los líquidos y por lo general no pueden distinguirse a simple vista.

## Aplicaciones
Las aplicaciones potenciales de la sonoquímica son innumerables. Como ejemplo pueden citarse algunas de ellas:
- Una de las más útiles es quizá la síntesis de nuevos compuestos químicos. Por ejemplo, el sonoquímico estadounidense Ken Suslick ha logrado obtener hidrocarburos a partir de un compuesto de pentacarbonilo de hierro al aplicarle técnicas sonoquímicas.

- Técnicas de este tipo también pueden aumentar la reactividad de algunos catalizadores y reactivos. Asimismo pueden usarse para la activación de metales como el litio, el magnesio, el cinc o el cobre.

- Otra aplicación interesante es su uso en analítica, ya que a partir de técnicas sonoquímicas aplicadas sobre ciertos materiales pueden producirse fenómenos de quimioluminiscencia, emitiendo radiaciones luminosas que pueden ser utilizadas como medio analítico.

- Otro uso más práctico de la sonoquímica es el tratamiento de residuos y aguas residuales. Asimismo también se utilizan ultrasonidos para el control de la contaminación del aire o la limpieza de superficies. Últimamente han aparecido otras aplicaciones como la obtención de biodiésel o incluso la separación del hidrógeno de algunos compuestos.

- Mediante la llamada "sonopolimerización" pueden producirse radicales libres y aumentar las velocidades de emulsión y suspensión de ciertos polímeros.

- Otro de sus usos más prácticos y extendidos es la soldadura de determinados materiales, que puede realizarse mediante ultrasonidos, entre otras muchas técnicas.

- También debe citarse el llamado "lixiviado sonoquímico", técnica que permite extraer metales a partir de menas como la galena, la crocoíta o la arsenolita, utilizando ultrasonidos.

- La sonoquímica también puede aplicarse en medicina, ya que los ultrasonidos focalizados en un punto pueden destruir células de cáncer, y también eliminar coágulos y tratar la tensión muscular.